# Алворада-ду-Гургея

Алворада-ду-Гургея на карте штата.

Алворада-ду-Гургея (порт. Alvorada do Gurguéia) — муниципалитет в Бразилии, входит в штат Пиауи. Составная часть мезорегиона Юго-запад штата Пиауи. Входит в экономико-статистический микрорегион Алту-Медиу-Гургея. Население составляет 5050 человек на 2010 год. Занимает площадь 2131,921 км². Плотность населения — 2,37 чел./км².

## Демография
Согласно сведениям, собранным в ходе переписи 2010 г. Национальным институтом географии и статистики (IBGE), население муниципалитета составляет:
| Полное население                               | Полное население                               | Полное население                               | Полное население                               | 5050  |
| ---------------------------------------------- | ---------------------------------------------- | ---------------------------------------------- | ---------------------------------------------- | ----- |
| в том числе:                                   | Городское население                            | 1849                                           | Процент городского населения, %                | 36,61 |
|                                                | Сельское население                             | 3201                                           | Процент сельского населения, %                 | 63,39 |
|                                                | Мужское население                              | 2648                                           | Процент мужского населения, %                  | 52,44 |
|                                                | Женское население                              | 2402                                           | Процент женского населения, %                  | 47,56 |
| Плотность населения, чел/км²                   | Плотность населения, чел/км²                   | Плотность населения, чел/км²                   | Плотность населения, чел/км²                   | 2,37  |
| Население муниципалитета в % к населению штата | Население муниципалитета в % к населению штата | Население муниципалитета в % к населению штата | Население муниципалитета в % к населению штата | 0,16  |

По данным оценки 2016 года, население муниципалитета составляет 5278 жителей.

## Статистика
- Валовой внутренний продукт на 2003 год составляет 7 565 348 реалов (данные: Бразильский институт географии и статистики).
- Валовой внутренний продукт на душу населения на 2003 год составляет 1790,62 реалов (данные: Бразильский институт географии и статистики).
- Индекс развития человеческого потенциала на 2000 год составляет 0,574 (данные: Программа развития ООН).